# Proláž
Proláž je technika koláže, která kombinuje obraz, z něhož je vyříznuta některá snadno rozpoznatelná část, s jiným obrazem vloženým do takto vytvořené masky. Jedná se tedy o prolnutí obrazu do chybějící části obrazu jiného. V příručkách bývá tato technika nesprávně zaměňována s roláží

## Formy proláže
Jiří Kolář, který tuto techniku koláže vynalezl, ji zpočátku nazýval také Interkoláž, v pozdějších cyklech jako Magritáž (s odkazem na dadaisty a surrealistické obrazy René Magritta).
Jednoduché formy interkoláže, vytvořené počátkem 60. let, kombinovaly například obrysy příborů s abstraktní malbou (Jiří Kolář, Italské příbory, 1961)
Jedním z nejobsáhlejších a nejbohatších cyklů je Kolářova Ornitologie moderního umění,
kde jsou na šedesáti tabulích ptáků z přírodopisného atlasu ponechány pouze jejich siluety a tělo nahrazují dobře známé reprodukce moderních malířů.
Magritáž je typ variabilní proláže, poprvé použitý Jiřím Kolářem v cyklu Triumf Baudelairův (1985-87), v níž je do stejných fotografií Vítězného oblouku na náměstí Étoile v Paříži vkomponován obraz některého známého ženského aktu. V roce dvoustého výročí Francouzské revoluce užil Kolář v podobném cyklu Metamorfózy Marianny obraz její bysty a místo obličeje vložil jiné ženské figury převzaté z dějin moderního malířství.
Otvorová koláž formálně předchází prolážím, výtvarného účinku dosahuje vytvořením otvorů, které volají po vyplnění obrazem nebo textem.

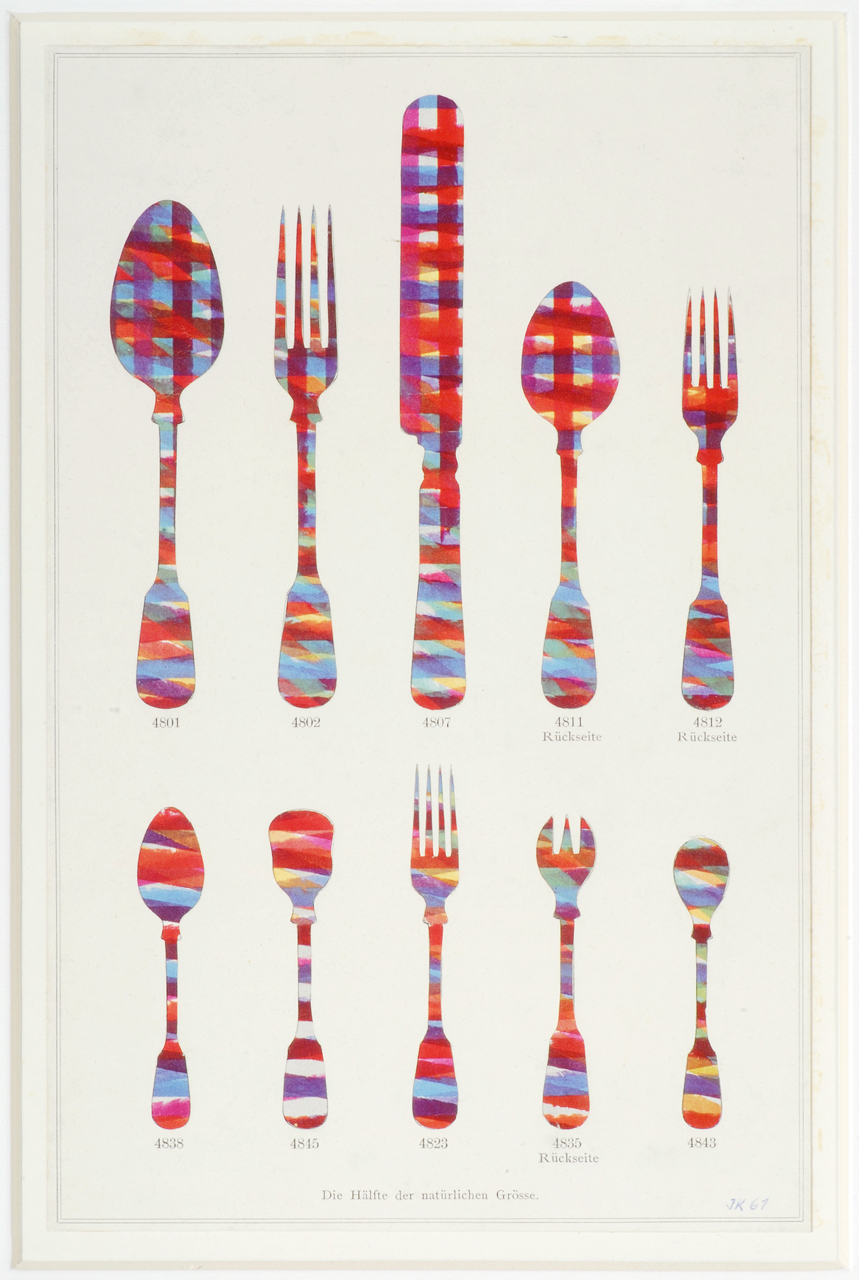
Jiří Kolář, Příbory z Itálie (1961), interkoláž
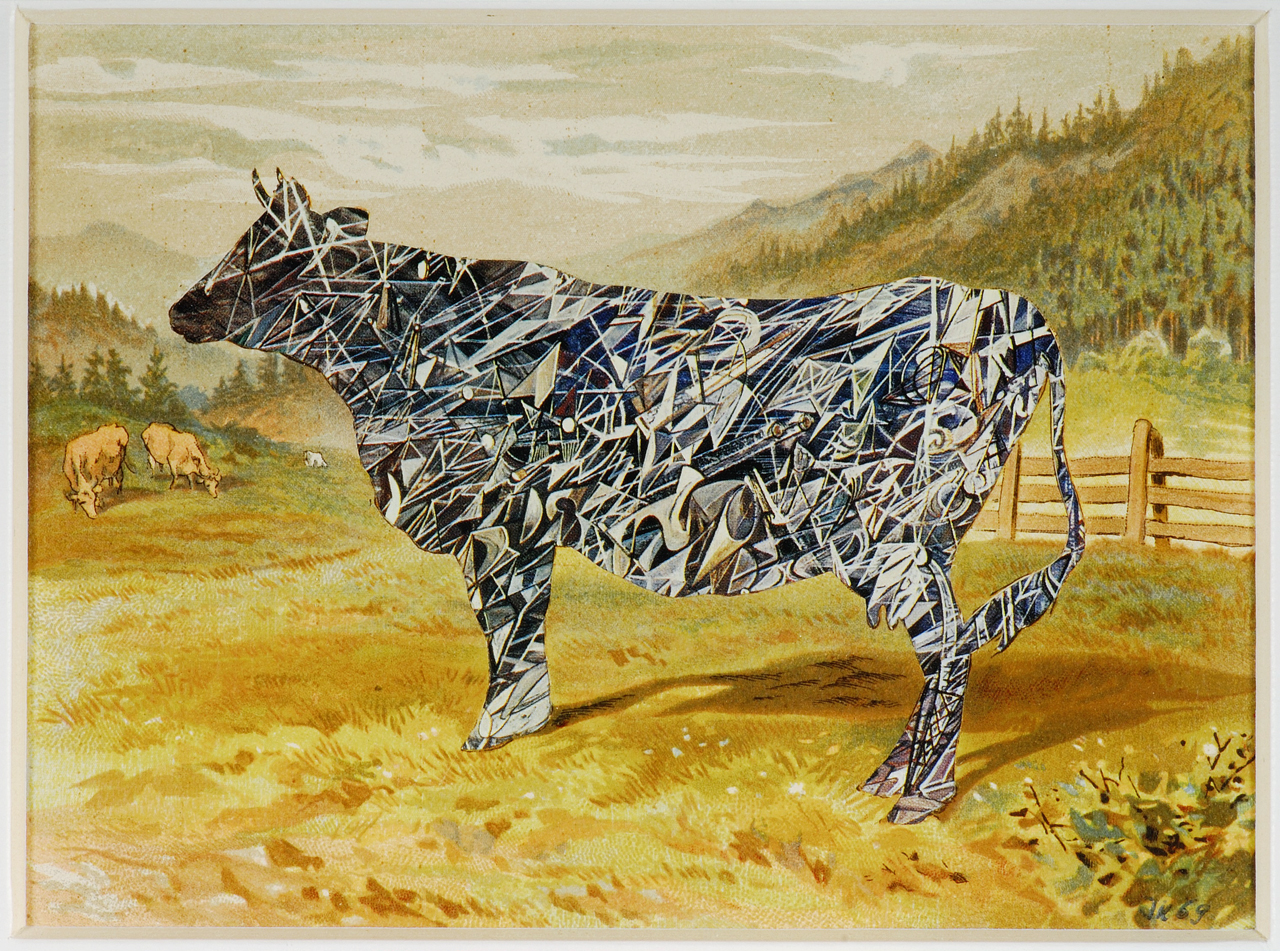
Jiří Kolář, Kráva, která snědla T (1969), interkoláž
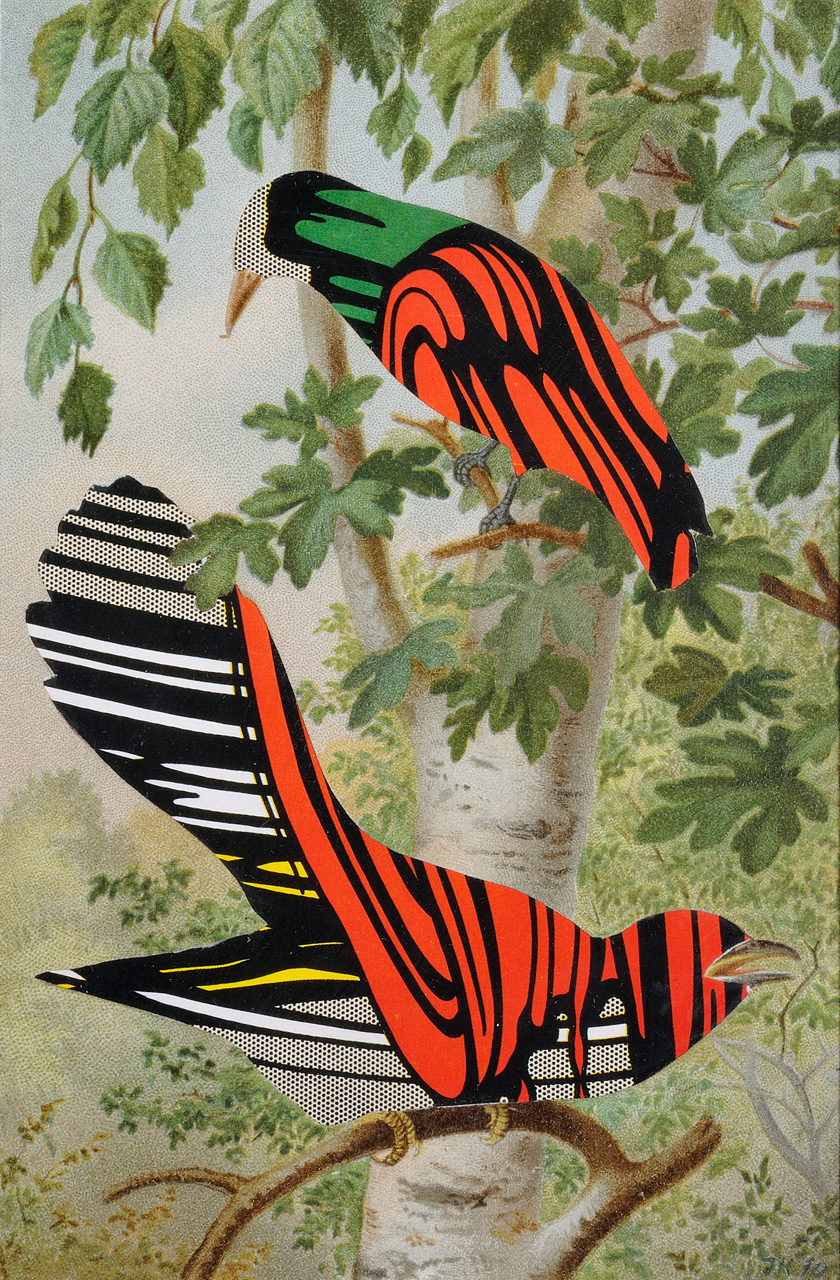
Jiří Kolář, Lichtenstein zpěvavý (1970), interkoláž
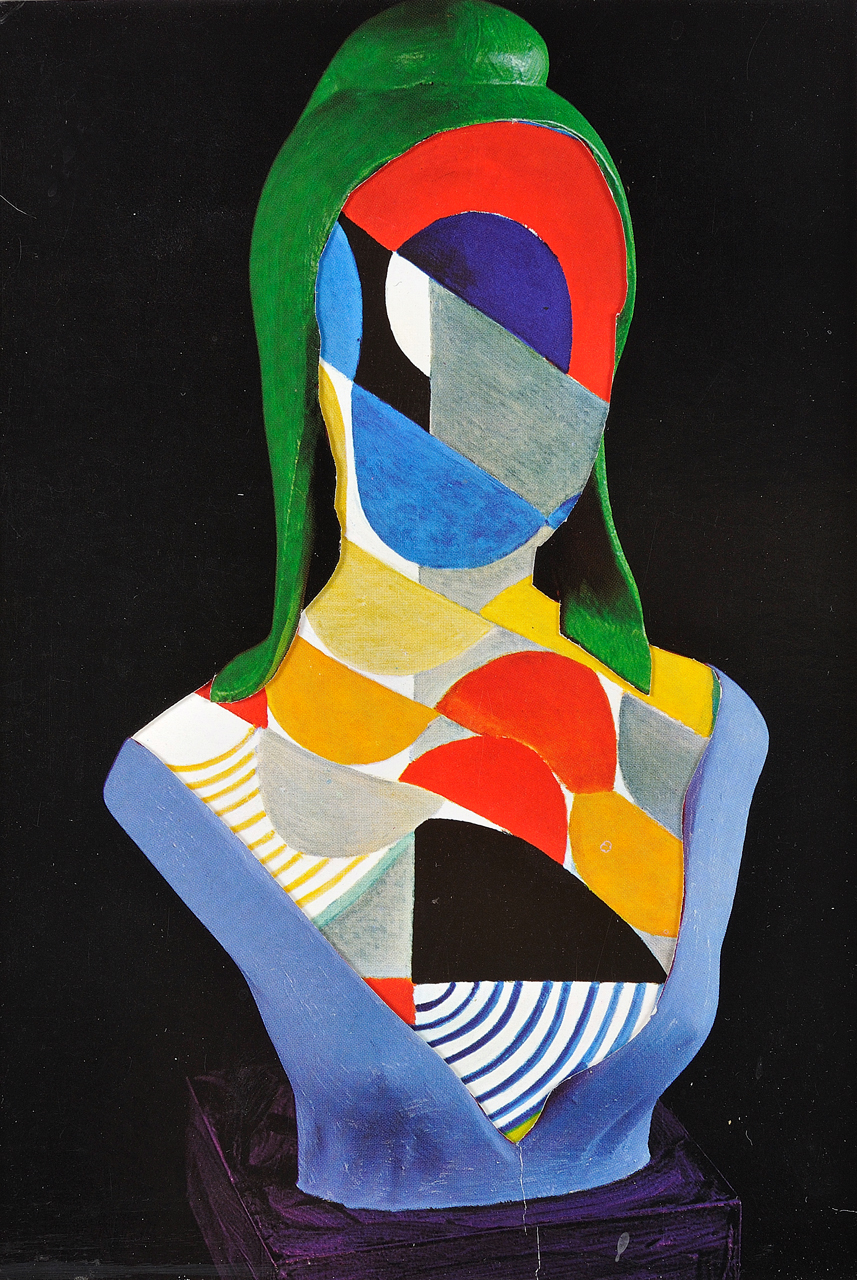
Jiří Kolář, P.F. 89 (1988), interkoláž
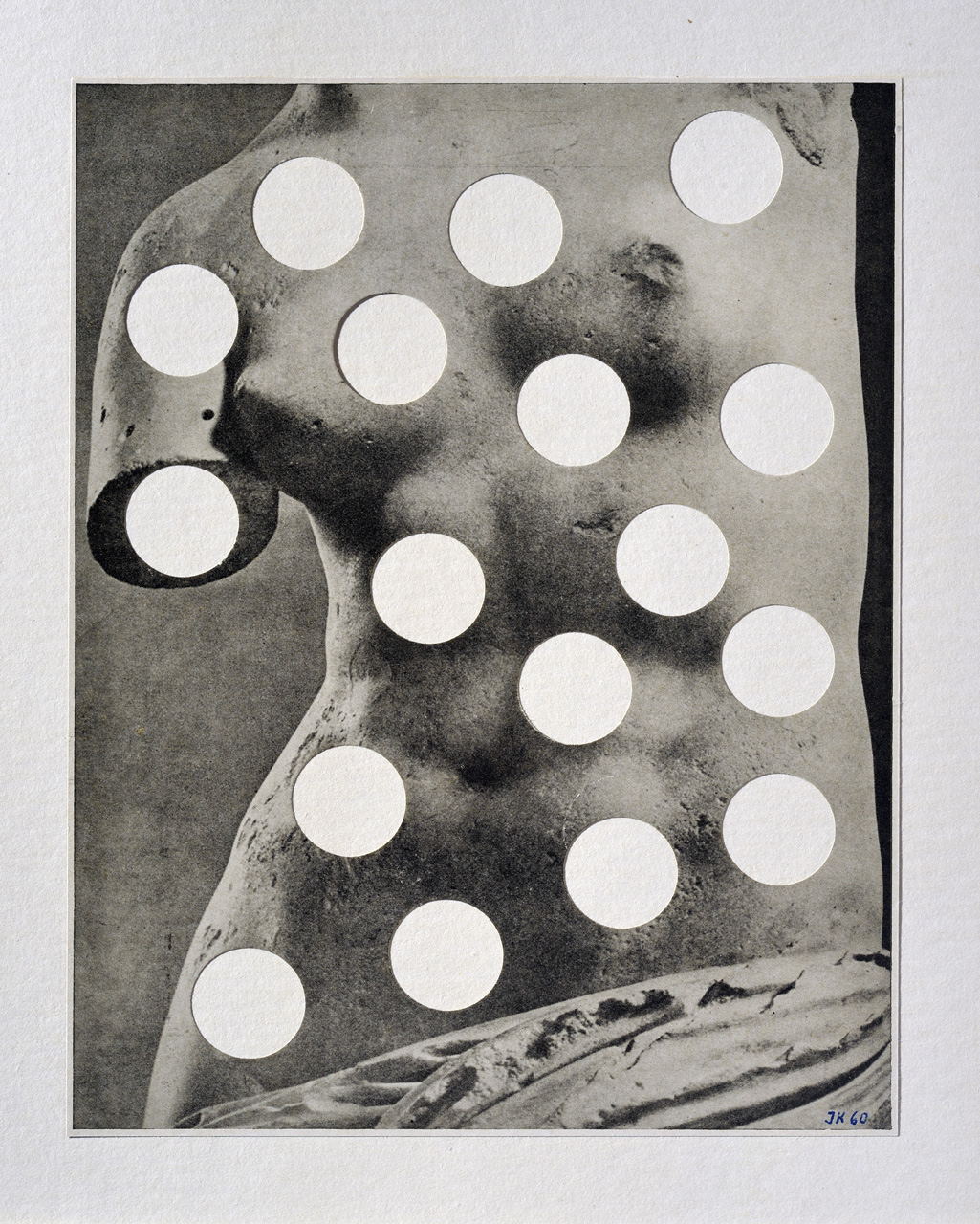
Jiří Kolář, Čas jakýkoli (1960), otvorová koláž